# Episodi di Privileged
La prima e unica stagione della serie televisiva Privileged è stata trasmessa negli Stati Uniti dal 9 settembre 2008 al 24 febbraio 2009 sul canale americano The CW.
In Italia è stata trasmessa in prima visione assoluta dal 3 agosto 2009 al 28 settembre 2009, ogni lunedì alle ore 21:00, su Mya, canale pay della piattaforma Mediaset Premium.
In chiaro, la prima stagione è stata trasmessa dal 20 settembre 2010, ogni lunedì sera alle 21.00 su La5.
| nº | Titolo originale                       | Titolo italiano                          | Prima TV USA      | Prima TV Italia   |
| -- | -------------------------------------- | ---------------------------------------- | ----------------- | ----------------- |
| 1  | Pilot                                  | Un compito difficile                     | 9 settembre 2008  | 3 agosto 2009     |
| 2  | All About Honesty                      | Si tratta solo di onestà                 | 16 settembre 2008 | 3 agosto 2009     |
| 3  | All About What You Really, Really Want | A proposito di quello che vuoi veramente | 23 settembre 2008 | 10 agosto 2009    |
| 4  | All About the Power Position           | Un passo importante                      | 30 settembre 2008 | 10 agosto 2009    |
| 5  | All About Friends and Family           | A proposito di amici e famiglia          | 7 ottobre 2008    | 17 agosto 2009    |
| 6  | All About Appearances                  | Tutto riguardo alle apparenze            | 21 ottobre 2008   | 17 agosto 2009    |
| 7  | All About the Haves and the Have-Nots  | Cambiamenti e confessioni                | 28 ottobre 2008   | 24 agosto 2009    |
| 8  | All About Defining Yourself            | A proposito dei propri limiti            | 4 novembre 2008   | 24 agosto 2009    |
| 9  | All About Insecurities                 | Tutto sulle insicurezze                  | 11 novembre 2008  | 31 agosto 2009    |
| 10 | All About Overcompensating             | Fatti della stessa pasta                 | 18 novembre 2008  | 31 agosto 2009    |
| 11 | All About Love, Actually               | Tutto sull'amore, realmente              | 1º dicembre 2008  | 7 settembre 2009  |
| 12 | All About the Ripple Effect            | Una visita a sorpresa                    | 8 dicembre 2008   | 7 settembre 2009  |
| 13 | All About What Lies Beneath            | Tutto a proposito delle cose nascoste    | 6 gennaio 2009    | 14 settembre 2009 |
| 14 | All About Tough Love                   | Tutto sul duro amore                     | 13 gennaio 2009   | 14 settembre 2009 |
| 15 | All About the Big Picture              | Prendere le distanze                     | 20 gennaio 2009   | 21 settembre 2009 |
| 16 | All About Confessions                  | Tutto sulle confessioni                  | 3 febbraio 2009   | 21 settembre 2009 |
| 17 | All About Betrayal                     | Tutto sul tradimento                     | 10 febbraio 2009  | 28 settembre 2009 |
| 18 | All About a Brand New You              | Il matrimonio di Marco                   | 24 febbraio 2009  | 28 settembre 2009 |